# Seelbach bei Hamm (Sieg)
Seelbach bei Hamm (Sieg) ist eine Ortsgemeinde im Landkreis Altenkirchen (Westerwald) in Rheinland-Pfalz. Sie gehört der Verbandsgemeinde Hamm (Sieg) an.

## Geographie

### Geographische Lage
Seelbach liegt am nördlichen Rand des Westerwaldes nördlich der Sieg-Wied-Wasserscheide, und etwa 2 km südöstlich von Hamm (Sieg), in der Nähe des südlich gelegenen Klosters Marienthal. Weitere Nachbargemeinden sind Roth im Nordosten und Breitscheidt im Westen.

### Gemeindegliederung
Zur Gemeinde gehören die Ortsteile Ober- und Niederseelbach sowie Marienthal, welcher das ehemalige Kloster Marienthal, heute Tagungs- und Bildungsstätte des Erzbistums Köln („Haus Marienthal“), beheimatet.

## Geschichte
Bis Mitte des 17. Jahrhunderts gehörte Seelbach landesherrlich zur Grafschaft Sayn. Die Einwohner wurden nach der Einführung der Reformation in der Grafschaft Sayn erst lutherisch und später reformiert. Nach der Landesteilung der Grafschaft Sayn im 17. Jahrhundert gehörte Seelbach zur Grafschaft Sayn-Hachenburg.
Seelbach bildete innerhalb des Kirchspiels Hamm einen „Sende“ genannten eigenen Verwaltungsbezirk, zu dem auch die Ortschaften Ober- sowie Niederseelbach, das Kloster Marienthal und der Hof Oberselterberg gehörten. Die Grafschaft Sayn-Hachenburg war 1799 auf dem Erbweg an die Fürsten von Nassau-Weilburg gefallen. Im Zusammenhang mit der Bildung des Rheinbundes kam Seelbach 1806 an das neu errichtete Herzogtum Nassau.
Aufgrund der auf dem Wiener Kongress (1815) getroffenen Vereinbarungen wurde die Region an das Königreich Preußen abgetreten. Unter der preußischen Verwaltung wurde Seelbach der Bürgermeisterei Hamm im neu errichten Kreis Altenkirchen im Regierungsbezirk Koblenz zugeordnet, der von 1822 an zur Rheinprovinz gehörte.
Am 1. September 1973 wurde der Gemeindename von „Seelbach, Amt Hamm“ in „Seelbach bei Hamm (Sieg)“ geändert.
Bevölkerungsentwicklung
Die Entwicklung der Einwohnerzahl von Seelbach bei Hamm (Sieg), die Werte von 1871 bis 1987 beruhen auf Volkszählungen:
| Jahr | Einwohner |
| 1815 | 122       |
| 1835 | 134       |
| 1871 | 160       |
| 1905 | 136       |
| 1939 | 131       |

| Jahr | Einwohner |
| 1950 | 166       |
| 1961 | 140       |
| 1970 | 129       |
| 1987 | 129       |
| 2005 | 209       |

## Politik

### Gemeinderat
Der Gemeinderat in Seelbach bei Hamm (Sieg) besteht aus sechs Ratsmitgliedern, die bei der Kommunalwahl am 9. Juni 2024 in einer Mehrheitswahl gewählt wurden, und dem ehrenamtlichen Ortsbürgermeister als Vorsitzendem.

### Bürgermeister
Wolfgang Schumacher wurde im Juli 2019 Ortsbürgermeister von Seelbach. Bei der Direktwahl am 26. Mai 2019 war er mit einem Stimmenanteil von 89,02 % gewählt worden. Bei der Direktwahl am 9. Juni 2024 wurde er als einziger Bewerber mit 66,2 % für weitere fünf Jahre wiedergewählt.
Schuhmacher ist Nachfolger von Gerd-Rainer Birkenbeul, der das Amt 30 Jahre ausgeübt hatte.

## Kultur
- Liste der Kulturdenkmäler in Seelbach bei Hamm (Sieg)

## Verkehr
Seelbach wird durch die Buslinie 261 bedient, welche von Hamm (Sieg) nach Hilgenroth verkehrt.
Im Seelbacher Ortsteil Marienthal befindet sich zudem der Bahnhaltepunkt „Kloster Marienthal“ an der Bahnstrecke Limburg–Altenkirchen (ehemals Oberwesterwaldbahn), auf welcher die Züge der Linie RB 90 von Au (Sieg) über Altenkirchen, Hachenburg und Westerburg nach Limburg (Lahn) verkehren.
Der Marienwanderweg sowie der Westerwaldsteig verlaufen bei Seelbach.